# Nesitanebetashru (hija de Pinedyem II)

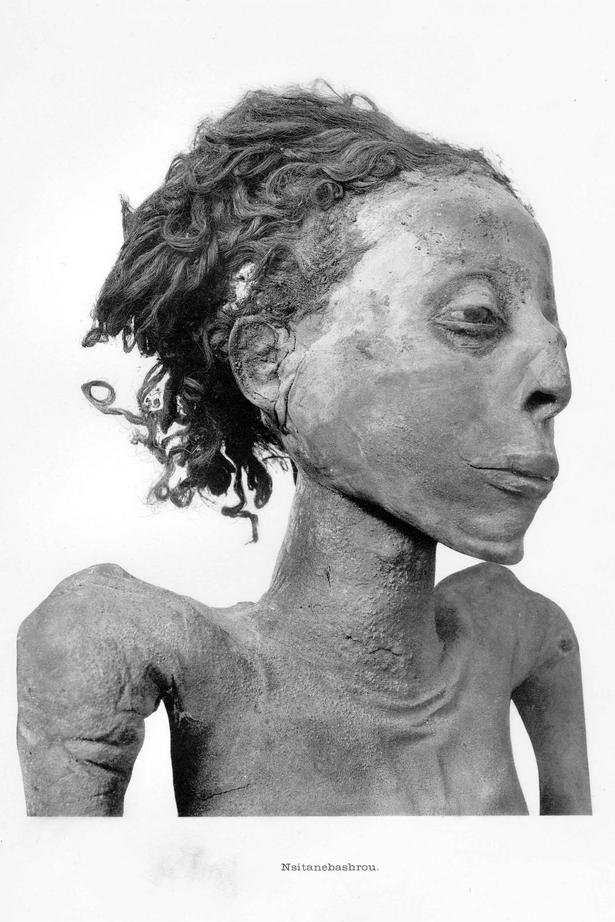
La momia de Nesitanebetashru, una vez desvendada.

Nesitanebetashru, es un nombre que significa "perteneciente a la dama del ashru" (el ashru o isheru era un lago sagrado en forma de medialuna que se localizaba alrededor de los templos de las diosas solares, en este caso, la diosa Mut).
| n · ns · z | Z4 · Y1 | t | A | nb · t | i | S · r | rw | n · n · n | Z92 |

| n · ns · z | Z4 · Y1 | t | A | nb · t | i | S · r | rw | n · n · n | Z92 |

Nesitanebetashru fue hija de Pinedyem II, sumo sacerdote de Amon durante el reinado de Psusennes I y de Nesjons. Se casó con Dyedptahiufanj, también sacerdote de Amón. Perteneciente a la Dinastía XXI de Egipto, es mencionada en el texto funerario de su madre, escrito en una tablilla de madera. 
Su momia fue encontrada en el escondrijo de la tumba TT320 de Deir el-Bahari en 1881 y ahora se encuentra en el Museo Egipcio de El Cairo.